# Martyn Krawciw
Martyn Krawciw, ukr. Мартин Кравців (ur. 26 listopada 1990 we Lwowie) – ukraiński szachista, arcymistrz od 2009 roku.

## Kariera szachowa
Wielokrotnie reprezentował Ukrainę na mistrzostwach świata i Europy juniorów w różnych kategoriach wiekowych, największy sukces odnosząc w 2006 r. w Hercegu Novim, gdzie zdobył tytuł wicemistrza Europy do 16 lat. Był również wielokrotnym medalistą mistrzostw kraju juniorów (m.in. złotym w 2006 r. w kategorii do 16 lat i w 2008 r. w kategorii do 20 lat). W 2006 roku wystąpił w narodowej drużynie na olimpiadzie juniorów (do 16 lat), na której zdobył dwa medale (złoty wraz z zespołem oraz srebrny za indywidualny wynik na II szachownicy). W 2007 r. zwyciężył w otwartym turnieju w Rochefort (uzyskując 8½ pkt w 9 partiach) oraz podzielił I m. (wspólnie z Jurijem Wowkiem) w Saratowie, natomiast w 2008 r. zwyciężył w turnieju open w Ostrawie oraz odniósł duży sukces, zajmując I m. w turnieju szachów błyskawicznych na Olimpiadzie Sportów Umysłowych w Pekinie (w finale turnieju pokonał Jurija Drozdowskiego). W 2009 r. zwyciężył w kołowym turnieju w Charkowie oraz w tradycyjnym (XX edycja) turnieju Tumska Wieża w Płocku, zajął również II m. (za Antonem Korobowem) w cyklicznym otwartym turnieju Czech Open w Pardubicach. W 2010 r. podzielił I m. (wspólnie z m.in. Aleksiejem Aleksandrowem i Aleksiejem Driejewem) w turnieju Star Chess School w Bhubaneswarze. W 2011 r. zwyciężył w Ćennaj oraz podzielił I m. (wspólnie z Vladem-Cristianem Jianu) w Fontenilles, natomiast w 2012 r. podzielił I m. (wspólnie z Pentalą Harikrishną, Parimarjanem Negim, Tornike Sanikidze i Tigranem Gharamjanem) w Cappelle-la-Grande oraz zwyciężył (wspólnie z Siergiejem Tiwiakowem) w Roosendaal. W 2013 r. zwyciężył w memoriale A.Margarjana w Erywaniu.
Najwyższy ranking w dotychczasowej karierze osiągnął 1 marca 2018 r., z wynikiem 2685.